# Moçâmedes
Moçâmedes of Mossamedes, vroeger Namibe [nämēb], is een stad in Angola. Namibe werd gesticht door Brazilianen in de 19e eeuw. Tot de aanleg van de Mocamedes-spoorweg in 1905 was de stad nagenoeg afgesloten van het binnenland. De stad telde 12.076 inwoners bij de laatste volkstelling van 1970, waarmee het toen de 10e stad van het land vormde.
In 2016 werd de naam van de stad gewijzigd van Namibe naar Moçâmedes.